# Verein für Geschichte und Altertumskunde Westfalens, Abt. Paderborn

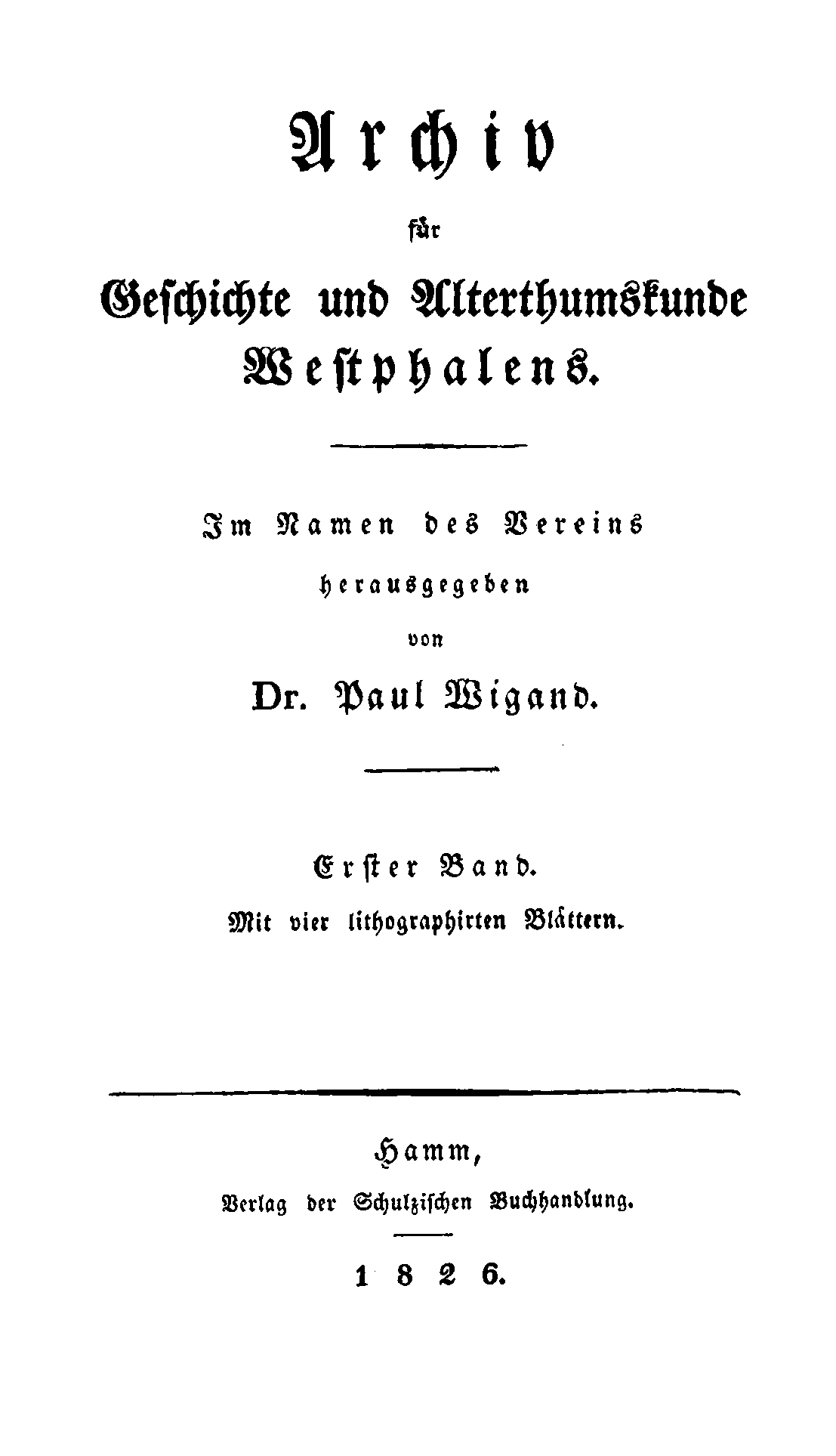

Der Verein für Geschichte und Altertumskunde Westfalens, Abt. Paderborn e. V. ist ein Geschichtsverein in Paderborn.

## Geschichte
Er wurde 1824 auf Initiative des Domkapitulars Ignaz Theodor Liborius Meyer gegründet. Ebenfalls maßgeblich an der Gründung beteiligt war der Jurist Paul Wigand. Am 31. Dezember 2012 hatte die Abteilung Paderborn 840 Mitglieder, hauptsächlich aus dem Regierungsbezirk Arnsberg und dem Regierungsbezirk Detmold. Zusammen mit seinem Schwesterverein, dem Verein für Geschichte und Altertumskunde Westfalens, Abt. Münster, gibt er seit 1837 die Westfälische Zeitschrift heraus. Seit 1991 vergibt der Verein jährlich den Ignaz-Theodor-Liborius-Meyer-Preis, mit dem herausragende Arbeiten junger Historiker zur Landesgeschichte Ost- und Südwestfalens ausgezeichnet werden.

## Vorsitzende
- 1835–1843: Ignaz Theodor Liborius Meyer (Domkapitular, Paderborn)
- 1843–1845: Franz-Josef Gehrken (Kriminaldirektor, Paderborn)
- 1845–1855: Georg Josef Rosenkranz (Justizrat, Paderborn)
- 1855–1880: Wilhelm Engelbert Giefers (Gymnasiallehrer; Paderborn, Brakel)
- 1880–1905: Konrad Mertens (Kaplan/Pfarrer in Kirchborchen)
- 1905–1909: Bernhard Kuhlmann (Oberlehrer am Theodorianum)
- 1909–1924: Johannes Linneborn (Kirchengeschichte Bonn, Domherr Paderborn)
- 1924–1938: Hermann-Joseph Wurm (Pfarrer)
- 1938–1941: Ferdinand Freiherr von Lüninck (Stellvertreter: Heinrich Vedder)
- 1941–1954: Alois Fuchs (Domkapitular)
- 1955–1975: Klemens Honselmann (Direktor der Erzbischöflichen Akademischen Bibliothek Paderborn)
- 1975–2003: Friedrich Gerhard Hohmann (Studiendirektor am Gymnasium Theodorianum in Paderborn)
- 2003–2013: Hermann-Josef Schmalor (Direktor der Erzbischöflichen Akademischen Bibliothek Paderborn)
- Seit 2013: Andreas Neuwöhner